# Gouloux
Gouloux – miejscowość i gmina we Francji, w regionie Burgundia-Franche-Comté, w departamencie Nièvre. W 2013 roku jej populacja wynosiła 188 mieszkańców. Przez gminę przepływa rzeka Cure. 